# Laura Bell
Laura Bell, född 1829 i Glenavy, död 1894, var en brittisk kurtisan och evangelisk moralpredikant. Hon var en av samtidens mest omtalade brittiska kurtisaner och känd som "The Queen of London Whoredom".

## Biografi
Laura Bell föddes i Nordirland. Som ung arbetade hon som affärsbiträde i Belfast, och kompletterade sin inkomst med prostitution innan hon flyttade till Dublin där hon etablerade sig som kurtisan till rika män. År 1849 flyttade hon till London, där hon visade upp sig i Hyde Park i ett ekipage draget av två vita hästar. Hon fick en rad rika kunder bland den brittiska adeln och blev snabbt en av Londons mest framgångsrika och igenkända kurtisaner.
Bells mest omtalade kund var Nepals premiärminister Jung Bahadur Rana, som påstods ha spenderat 250 000 pund under de 90 dagar han var hennes kund. Då de skildes åt lovade han henne att uppfylla en av hennes önskningar som en avskedsgåva. Hon bad inte om något förrän under sepoyupproret 1857, då hon framgångsrikt bad honom att skicka britterna i Indien förstärkningar från Nepal.
År 1852 gifte sig Laura Bell med den brittiske godsägaren August Frederick Thistlethwayte och avslutade sin karriär som kurtisan. Genom sitt äktenskap presenterades hon för societeten och blev personlig vän till premiärminister William Gladstone och dennes hustru, som ofta besökte hennes tebjudningar. Sedan hon avslutat sin karriär som prostituerad blev Laura Bell djupt religiös evangelist, och ägnade sig åt att predika evangelisk moral. Som sådan blev hon känd som "God's Ambassadress".